# Rajd Cypru 1990
Rajd Cypru 1990 (18. Rothmans Cyprus Rally) – 18 edycja rajdu samochodowego Rajd Cypru rozgrywanego na Cyprze. Rozgrywany był od 21 do 23 września 1990 roku. Była to trzydziesta ósma runda Rajdowych Mistrzostw Europy w roku 1990 (rajd miał najwyższy współczynnik - 20) oraz szósta runda Rajdowych Mistrzostw Cypru.

## Klasyfikacja rajdu
| Miejsce                      | Kierowca                     | Pilot                        | Samochód                     | Czas                         | Strata                       |                              |
| Klasyfikacja generalna i ERC | Klasyfikacja generalna i ERC | Klasyfikacja generalna i ERC | Klasyfikacja generalna i ERC | Klasyfikacja generalna i ERC | Klasyfikacja generalna i ERC | Klasyfikacja generalna i ERC |
| ---------------------------- | ---------------------------- | ---------------------------- | ---------------------------- | ---------------------------- | ---------------------------- | ---------------------------- |
| 1.                           | Dimi Mavropoulos             | Nikos Antoniades             | Audi Coupé Quattro           | 6:36:55                      | 0.0                          |                              |
| 2.                           | Vahan Terzian                | George Sergides              | Honda Civic Si               | 6:39:52                      | +2:57                        |                              |
| 3.                           | Aleksandr Artemenko          | Viktor Timkovskiy            | Lada Samara 2108             | 6:59:53                      | +22:58                       |                              |
| 4.                           | Andreas Tsouloftas           | Dimitrios Demetriou          | Lancia Delta Integrale       | 7:02:05                      | +25:10                       |                              |
| 5.                           | Sergey Alyasov               | Aleksandr Levitan            | Lada Samara 2108             | 7:04:09                      | +27:14                       |                              |
| 6.                           | Manolis Panagiotopoulos      | Nikos Panou                  | Toyota Celica GT-4 (ST165)   | 7:05:03                      | +28:08                       |                              |
| 7.                           | Andreas Kalogirou            | Andreas Christodoulides      | Mitsubishi Starion           | 7:09:34                      | +32:39                       |                              |
| 8.                           | Christos Eliades             | Christos Lambrianides        | Nissan Silvia S15            | 7:14:43                      | +37:48                       |                              |
| 9.                           | Charis Komodromos            | Petros Laos                  | Opel Kadett GSI              | 7:18:46                      | +41:51                       |                              |
| 10.                          | Maurice Sehnaoui             | Naji Stephan                 | Ford Sierra RS Cosworth      | 7:19:10                      | +42:15                       |                              |